# Honda That’s
Honda That’s – samochód osobowy typu hatchback (kei-car) produkowany w latach 2002–2007 przez japoński koncern Honda. That’s oferowane było wyłącznie w Japonii. W 2006 auto przeszło drobny face lifting. W 2008 roku zaprezentowano model Freed, który poza modelem That’s zastąpił jeszcze modele Mobilio i Mobilio Spike.

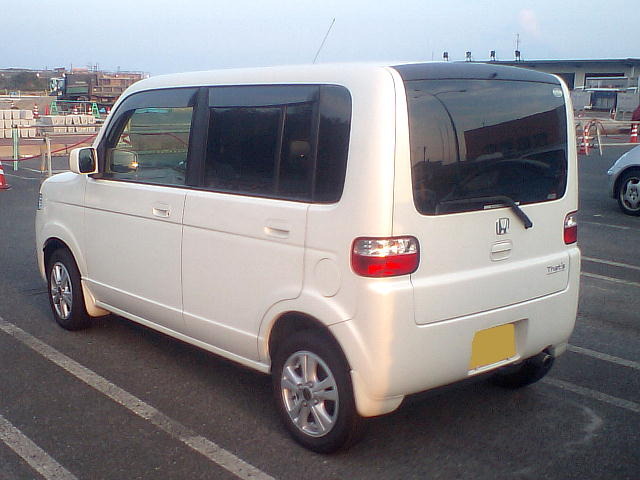
Honda That’s – tył

## Dane techniczne (0.7)
Źródło:

### Silnik
- R3 0,7 l (656 cm³), 4 zawory na cylinder, SOHC
- Układ zasilania: wtrysk
- Średnica cylindra × skok tłoka: 66,00 × 64,00 mm
- Stopień sprężania: 10,5:1
- Moc maksymalna: 52 KM (38 kW) przy 7200 obr./min
- Maksymalny moment obrotowy: 61 N·m przy 4500 obr./min

## Dane techniczne (0.7 Turbo)
Źródło:

### Silnik
- R3 0,7 l (656 cm³), 4 zawory na cylinder, SOHC, turbo
- Układ zasilania: wtrysk
- Średnica cylindra × skok tłoka: 66,00 × 64,00 mm
- Stopień sprężania: 8,5:1
- Moc maksymalna: 64 KM (47 kW) przy 6000 obr./min
- Maksymalny moment obrotowy: 93 N·m przy 4000 obr./min